# جزر الكون
الكون (بالإنجليزية: The Universe)‏ هو مشروع متكون من عدة جزر اصطناعية ستنشأ على سواحل مدينة دبي في الإمارات العربية المتحدة. تشكل هذه الجزر بعد انتهائها شكل المجموعة الشمسية. تبلغ المساحة الاجمالية لمشروع الكون 3000 هكتار وستنتهي الأعمال بعد 15 او 20 سنة. شركة النخيل هي المشرفة والمسؤولة على هذا المشروع ، يذكر أن هذه الشركة هي المسؤولة عن إنشاء جزر العالم وجزر النخيل.

تم الإعلان عن المشروع في يناير 2008، لكنه إلى حد الآن لا يزال قيد التخطيط. ستتم عمليات الجرف والحفر عبر الشركة الهولندية فان أورد والتي بدورها حفرت في أعمال جزر العالم و النخيل.

## روابط خارجية
- موقع شركة النخيل.